# Berliet VS
Mit Berliet VS bezeichnete der französische Kraftfahrzeughersteller Berliet eine Anzahl von Fahrgestellen mit Tiefbettrahmen.

## Generelles
Ab 1930 baute Berliet Fahrzeugtypen, deren Kürzel mit VS begann. Hierbei stand V für „voiture“, worunter bei Berliet Pkw und leichte Lkw (bis etwa 3 Tonnen Nutzlast) verstanden wurden, und S für „surbaisse“ = tiefergelegt. Die Fahrgestelle eigneten sich vor allem für Omnibusaufbauten, aber auch für Lieferwagen und leichte Lkw, die nicht auf unbefestigten Straßen verkehren mussten und daher keine hohe Bodenfreiheit benötigten: Insbesondere zum Transport schwerer Lasten war es angenehm, diese auf einer tiefliegenden Ladefläche abstellen zu können.

## Einzelne Typen

### Berliet VSA
Kleinbusse und Lieferwagen bis zu einer Nutzlast von 2 Tonnen, 1930–1935

### Berliet VSB
leichte LKW und Busse mit 2,5 Tonnen Nutzlast, 1930–1934

### Berliet VSC
Lieferwagen mit 1,2 Tonnen Nutzlast, 1930–1934

### Berliet VSD
Prototypen eines Kleinbusses oder Lieferwagens mit 1,2 Tonnen Nutzlast, 1931

### Berliet VSE
Leichter Lkw mit 2–2,5 Tonnen Nutzlast, 1935–1939

### Berliet VSF
Leichter Lkw mit etwa 1,5 Tonnen Nutzlast, 1938–1940

### Berliet VSG
Omnibus oder leichter Lkw mit etwa 2,5 Tonnen Nutzlast, 1931–1934

### Berliet VSL
Leichter Lkw mit 1,8 Tonnen Nutzlast, 1934–1938

### Berliet VSM
Prototyp eines Lkw mit 2,5 Tonnen Nutzlast, 1932

### Berliet VSO
Prototypen eines Omnibusses oder Lkw mit 2,5 Tonnen Nutzlast, 1931–32

### Berliet VSR
Prototypen eines Omnibus oder Lkw mit etwa 3 Tonnen Nutzlast und Holzgasmotor, 1941

### Originalquellen
Eine Publikation, in der alle vor 1945 gebauten Berliet-Typen individuell abgehandelt wären, gibt es nicht. Neben der unten erwähnten Literatur wurde auf folgende in der Fondation Berliet verwahrte Originalunterlagen zurückgegriffen:
- "Fiches des Mines": Es handelt sich um die Unterlagen zur Erteilung einer allgemeinen Betriebserlaubnis, hierfür ist in Frankreich der "Inspecteur des mines" sachlich zuständig. Diese Unterlagen sind chronologisch geordnet und nummeriert. Nicht zu jedem Typ bzw. Variante gibt es entsprechende Unterlagen, teils, weil sie wohl als Untervarianten eines Typs verstanden wurden, für den eine gesonderte Erlaubnis nicht erforderlich war, teils wohl, weil diese Unterlagen im Laufe der letzten 100 Jahre verlorengegangen sind. Bei Militärtypen gibt es Hinweise, dass eine Betriebserlaubnis direkt durch militärische Dienststellen erfolgte, was entsprechende "fiches des mines" überflüssig machte. Die Quellenbezeichnung lautet: "Fiches No...."
- "Etat des véhicules utilitaires et autobus declares aux mines depuis 1920", eine 15-seitige Zusammenstellung vom 1. Dezember 1941, enthält insbesondere die reservierten Chassisnummernbänder, die jedoch vielfach nicht vollständig ausgeschöpft wurden, einige Typen bzw. Varianten werden nicht erwähnt, Quellenbezeichnung lautet: "Etat S..."
- "Nombre de véhicules construits de 1930 à 1942", siebenseitige Zusammenstellung der zwischen 1930 und 1942 gebauten Stückzahlen an Nutzfahrzeugen, erstellt wohl 1943, erste Seite teilweise irreparabel verderbt, teilweise werden mehrere Typen bzw. Varianten zusammengefasst, Quellenbezeichnung lautet: "Nombre S...."

### Sonstige Quellen
- Monique Chapelle: Berliet. 1. Auflage. EMCE, Saint-Chamond 2016, ISBN 978-2-35740-049-8.
- Christophe Puvilland: Berliet 1905–1978, toute la gamme omnibus, autocars, autobus et trolleybus. 1. Auflage. histoire&collections, Paris 2008, ISBN 978-2-35250-059-9.
- François Vauvillier: Tous les Berliet militaires 1914–1940, vol. 1: les camions. histoire&collections, Paris 2019, ISBN 978-2-35250-496-2.